# 차격
차격(車格) 또는 차량 크기 등급, 차량 크기 클래스(vehicle size class)는 차량 배출가스 규제 및 연비 계산을 위해 자동차의 여러 세그먼트에 부여되는 일련의 등급이다. 차량 분류에는 다양한 방법이 사용된다. 북아메리카에서는 승용차를 총 실내 용량으로, 트럭은 차량 총중량(GVWR)으로 분류한다. 유럽 연합의 차량 세그먼트는 크기를 나타내는 데 선형 측정법을 사용한다. 아시아에서는 차량 크기와 배기량을 조합하여 분류한다.

## 북아메리카

### 미국
미국에서는 네 가지 정부 기관의 차량 분류 체계가 사용되고 있다. 미국 환경보호청(EPA), 국가도로교통안전국(NHTSA)의 NCAP 프로그램, 연방도로청(FHWA), 그리고 미국 인구조사국이다. 미국고속도로안전보험협회(IIHS) 또한 자체 차량 분류 체계를 보유하고 있으며, 미국 내 대부분의 자동차 보험 회사에서 이를 사용한다.

## 같이 보기
- 차체 스타일
- 자동차 분류